# 玉水物語
玉水物語（たまみずものがたり）とは日本の御伽草子の1つ。
玉水とも。

## 概要
室町時代から近世初期の作と言われているが、作者不詳。人間と狐との交渉の物語であるが、異類婚姻譚のように姫を見初めた狐が男に化けて姫と恋愛関係になるのではなく、敢えて女（同性）に化けて姫のもとに仕えるという構想に特徴があるとされている。なお狐がオスかメスかについては作中で言及されていないが、一度狐が男として化けることを思案するも断念していること、その理由として獣と人間が契りを交わすと、人間の命が尽きてしまうという「人獣交会のタブー」が考えられることから、オスであろうと判断されている。
人と狐が交わる物語としては、他に『狐の草子』や『木幡狐』などの作品が知られるが、前者は人間の男を誑かして精を抜く妖狐系の話なのに対し、後者は人間に対して善意をもって関係を結ぼうとする話で、『玉水物語』は後者の系譜に属している。ただし、『木幡狐』は愛する男と結ばれた女狐が犬を恐れて遁走して契りが破れるのに対して、『玉水物語』は姫が玉水（狐）が犬を恐れているのに気づいて犬を近づけないようにするなどの違いがある。本作は姫を慕いながらも「人獣交会のタブー」によって姫に不幸が降りかかるのを避けようとする狐の自己抑制が一貫して働き、自らの恋心を封印して献身的に姫に奉仕した末に手紙を残して去っていく狐の純真さ・ひたむきさ・慎ましさなどの心情が良く描かれている。また、姫君については神仏からの授かりものとされながら、具体的な神仏の名前は示されず、狐との出会いも神仏とは縁のない花園での出来事に設定されるなど、他の御伽草子よりも文学本位の要素が強い。また、地方の庶民の間に受け継がれてきた古代以来の自然や動植物への親しみの感情が中世になって物語文学に取り入れられていった状況が本作品に反映されているのではないか、とする見方もある。
なお本作品とは別に「紅葉合」という内容がかなり酷似した物語も存在しており、「室町時代物語大成」にはどちらも収録されている。ただしその結末は大きく異なっており、「玉水物語」では後述するように狐のあわれさを強調するのに対し、「紅葉合」は稲荷信仰と絡めて姫の長寿栄華を語るラストとなっている。また聊斎志異に収録されている「封三娘」とも筋書きが似ているが（ただし、一般的には「封三娘」に登場する狐はメスであると考えられている）、「玉水物語」の成立に未解明の点が多いことから、「玉水物語」と「封三娘」の関連性は不明である。

## あらすじ
そう遠くない昔、鳥羽に高柳の宰相という人がいた。30歳を過ぎても子供に恵まれなかったが、神仏に祈ったところたいそう美しい姫君を授かった。姫君が14、5歳になった頃、乳母子の月冴という女房とともに花園へ遊びに出かけた。そこは狐の多く住むところであり、ちょうどそこにいた1匹の狐が美しい姫君を見て恋に落ちてしまった。どうしても姫君ともう一度会いたい、立派な男性に化けて姫君と結ばれようか、いやそれでは姫君の身が危ない、などと思い悩んだ末、狐は14、5歳の娘に化けてある在家信者のもとを訪れ、養子にしてほしいと申し出る。男子ばかりが生まれる家であったため娘はかわいがられたが、思い悩んだ様子の娘は打ち解ける様子もない。のちに「美しい姫君のもとで仕えたい」と養母に申し出たため、娘は高柳の姫君を紹介してもらえることになった。
娘は姫君に気に入られ「玉水の前」という名を授かり、月冴と同じく朝夕離れずそばにお仕えした。姫君は玉水を他人がうらやむほど寵愛しており、玉水が犬を極度に怖がったため、屋敷内に犬を入れることを禁止したほどであった。しかし5月中旬の満月の夜、玉水は物憂げな和歌を姫や月さえの前で詠んだため、姫君は心配に思っていた。一方で玉水は養母からも深く愛され、手紙や衣装などをまめに送られていた。
玉水が姫君にお仕えするようになって3年の月日が流れた。その年の10月、紅葉合が行われることになった。玉水は夜中に屋敷を抜け出し元の姿（狐）となり、兄弟・姉妹・姉弟・兄妹たちと再会。彼らの協力を得て、玉水は姫君のために、五色の枝、葉に法華経が刻まれているという素晴らしい紅葉の枝を用意した。姫君と玉水はそれぞれに歌をつける。紅葉合当日、姫君の紅葉に並ぶものはなく、5度合わせて5勝だった。このことを帝が聞きつけその紅葉を献上させると、今度は姫君を参内させるよう関白に命じ、高柳の宰相にも3か所を下賜した。玉水にも津の国のかく田という所が与えられ、養父母はたいそう喜んだ。
しかし、ある時養母が病気になる。物の怪によるもののようで次第に容体は重くなり、玉水は暇をもらって養母を見舞う。少し病状が回復したころ、養母は形見にせよといって、自分が母から譲られた鏡を玉水に渡す。一方姫君や月冴からは玉水の帰りを催促する手紙が届き、玉水が大事にされていることを知った養母は喜んだ。
ある夜、禿げた古狐が養母の傍らに現れる。それは玉水の伯父であった。玉水は「私はこの病人と縁があり親のようにしてもらっているのです。ここから去って苦しみを止めてください」と呼びかけるが、伯父は「それはできぬ。この病人の父親は、何の咎もないのに我が子を殺したのだ。私は彼の娘の命を奪って、同じ思いをさせてやる」と語る。玉水は「お怒りはごもっともでしょう。我々は畜類であり、未だ業が深いのです。しかしかといって善根を積まなければ、いったいどうして来世で人として生まれることができましょうか。一時の感情任せに人を殺すなど、罪深いことではありませんか」と、仏教の思想を持ち出し伯父を必死で説得する。それを聞いて伯父もようやく心を改め、「仮にこの娘を殺したとても我が子が帰ってくるわけでもない。どうが我が子を供養してやってほしい。私は出家して山に籠り念仏を唱えることとしよう」と言い残し立ち去る。これにより養母も快方に向かった。その後、玉水は伯父との約束通り殺された狐の供養をし、姫君のもとへ帰る。
11月となり、高柳の家は入内の準備で大忙しであった。玉水は一の女房として一緒に御所に上がることとなるが、玉水の心は晴れない。いよいよ入内の日も近づいてきた頃、「自分は畜類の身でありながら、お姫様に近づきたくこれまでお仕えして心を慰めてきたが、思えば何と儚きことか。姫君に正体を明かしたいが、それにより恐れられるのもつらい。いっそ入内の混乱に紛れて姿を消してしまおう」と決心した玉水は、部屋に一人閉じこもり今までのことを文にしたためて箱に入れ、「私になにかありましたらこの箱をご覧ください」と言って姫君に渡した。姫君は「この先私の行く末を見届けてくれないの」と問うが、玉水の決心は固く、「この箱は月冴殿などにもお見せにならないよう。また中にある小さな箱は何年も経って姫君が世を捨てようと思われたころにお開けください」と語った。姫君は箱を受け取り、2人で咽び泣いたが、そのうち月冴らもやってきて周囲があわただしくなったので、玉水はその場をごまかして立ち去り、姫君はその箱をそっと隠した。
そして入内当日、玉水は車に乗るふりをして姿を消してしまう。姫君のほか女房たち、また中納言となった高柳の宰相らも、玉水がいなくなったことを悲しんだ。姫君は箱の中身を知りたいと思ったが、帝が常にいらっしゃるので開けることはできない。そんな中、帝が行幸をされる機会があり、この機会にと姫君はこっそり中を開けてみることにした。そこには玉水がこれまでのことを記した文が入っており、姫君は涙を流しながら読んだ。さらに手紙の最後には長歌がつづられており、姫君への思い故に住みかを離れお仕えしてきたこと、入内を機にわが身の拙さが思い知られ身を引くことにしたこと、来世まで姫をお守りすることなどが詠まれていた。最後は以下の二首で締めくくられていた。
色に出て言はぬ思ひの哀をも此言の葉に思ひ知らなん
濁りなき世に君を守らん
また、開けてはならないといっていたもう一つの箱についても、これは年を経ても夫から愛される箱であり、帝とご夫婦でおられる間は決して開けてはならないことなどがこまごまと述べられていた。玉水が畜類ながらこのような優しき心を持っていたことに、姫君は心を打たれた。

## その他
2019年1月19日に行われた大学入試センター試験・国語の第3問において当作品の冒頭部分が出題され、「異色の物語」として話題になった。